# サムコ
サムコ株式会社（英: SAMCO Inc.）は、本社を京都市に置く、半導体等の電子部品製造装置のメーカー。CVD装置、ドライエッチング装置、ドライ洗浄装置等を製造・販売している。2001年5月30日にJASDAQ上場。2014年1月9日に東証1部上場。東京証券取引所の市場区分の見直しにより、2022年4月より東証1部からプライム市場に移行。

## 会社概要
- 1979年（昭和54年）、代表取締役会長の辻理が京都市伏見区の雑居ビル1階のガレージで株式会社サムコインターナショナル研究所として設立。社員2名で太陽光電池用のアモルファスシリコン薄膜形成用プラズマCVD装置を製作していた。社名のSAMCOの由来は、Semiconductor And Materials Company－半導体と材料開発の分野で躍進していくことから名付けられている。2021年1月に装置販売累計4,000台を発表している。
- 高輝度LED用途や各種レーザー用途のオプトエレクトロニクス分野とパワーデバイスやSAWフィルター用途の電子部品分野の売上が70%を占める。MEMS用途や窒化ガリウム（GaN）や炭化ケイ素（SiC）を加工材料とするパワーデバイス用途の製品の販売に注力している。

## 製品
- プラズマCVD装置
- LS-CVD装置
- ALD装置
- RIE装置
- ICPエッチング装置
- 高速Siディープエッチング装置
- XeF2ドライエッチング装置
- Aqua Plazmaクリーナー
- プラズマクリーナー
- UVオゾンクリーナー

## サムコの技術
- LS-CVD（Liquid Source Chemical Vapor Deposition：液体ソースCVD） - カソードカップリング方式のプラズマCVD装置。SiH4に比べて安全な液体原料TEOSを気化させ、プラズマ中のイオンを利用できる。そして、カソード側のシース電界で得られるイオンエネルギーを制御することで、応力、膜密度などを制御し、カバレージ性が得られる。カソード方式では、自己バイアスによるイオンアシストで成膜するため、アノード方式に比べ、低温下での成膜が可能。
- トルネードICP - ICPエッチング装置の中核となるコイル部分を3次元構造にしたICPコイル。コイル配置に自由度を持たせることで、高均一なプラズマを生成することができる。GaN、GaAs、InPなどの化合物半導体の加工から、Siや各種金属薄膜の加工が可能。
- ボッシュプロセス - 等方性エッチングと保護膜の堆積の二つのステップを交互に繰り返すことで、シリコンの深掘りを高速かつ高アスペクト比で実現したエッチング技術。エッチングにはSF6、保護膜にはC4F8が主に使用され、高い選択比を保持し、高異方性エッチングを可能にする。サムコはドイツのロバート・ボッシュ社によって1992年に開発されたボッシュプロセスのライセンスを、2003年にサムコは日本の半導体製造装置メーカーで初めて取得した。ボッシュプロセスは、加速度センサー、ジャイロセンサー等の自動車部品分野、μTAS等の医療機器分野、3次元デバイス等のMEMS市場で幅広く使用されている。

## 沿革
- 1979年9月 - 半導体製造装置の製造及び販売を目的として株式会社サムコインターナショナル研究所を設立
- 1981年4月 - 国産初の化合物半導体製造用MOCVD（Metal Organic Chemical Vapor deposition、有機金属気相成長法）装置の開発、販売を開始
- 1985年6月 - 京都市伏見区竹田田中宮町33番地（現藁屋町36番地）に本社を移転
- 1985年6月 - 米国マーチインスツルメンツ社（現Nordson Corporation社）の製品の販売を開始
- 1987年2月 - 米国カリフォルニア州シリコンバレーにオプトフィルムス研究所を開設
- 1994年2月 - 米国シンメトリックス社の技術を用いた「強誘電体成膜装置」の製造、販売を開始
- 1995年7月 - 薄膜技術を使った特定フロン無公害化技術の基本技術の開発
- 1997年11月 - キリンビール株式会社と共同で、プラスチックボトルにDLC（ダイヤモンド・ライク・カーボン）膜を形成する技術を開発
- 2000年1月 - 英国ケンブリッジ大学内に研究所を開設
- 2001年5月 - 日本証券業協会に株式を店頭上場
- 2001年7月 - 台湾新竹市に台湾事務所を開設（2009年1月に閉鎖）
- 2003年12月 - ドイツのロバート・ボッシュ社よりシリコンの高速ディープエッチング技術を導入
- 2004年11月 - 中国上海市に上海事務所を開設
- 2004年12月 - 株式会社サムコインターナショナル研究所からサムコ株式会社へ社名を変更
- 2004年12月 - 日本証券業協会への店頭登録を取消し、ジャスダックに株式を上場
- 2006年9月 - 中国清華大学とナノ加工技術の共同研究で調印
- 2008年8月21日 - シリコンウェーハの株式会社SUMCOに対する商標権侵害等差止請求訴訟に関する和解が成立[1]。
- 2008年10月 - 台湾に保守サービスのための現地法人「サムコグローバルサービス（莎姆克股分有限公司）」を設立
- 2009年1月 - 「サムコグローバルサービス（莎姆克股分有限公司）」が営業を開始
- 2010年8月 - 米国ノースカロライナ州に米国東部事務所を開設
- 2010年9月 - 中国北京市に北京事務所を開設
- 2012年5月 - ベトナムホーチミン市にベトナムサービスオフィスを開設
- 2013年7月24日 - 東京証券取引所第二部に市場変更[2]。
- 2014年1月9日 - 東京証券取引所第一部銘柄に指定[3]。
- 2014年5月 - リヒテンシュタイン公国UCP Processing Ltd.の株式90％を取得し子会社化（samco-ucp AGに社名変更）
- 2015年9月 - 公募増資により資本金を16億6,368万円に増資
- 2015年12月 - スウェーデン Epiluvac ABとSiCエピタキシャル成膜装置の販売代理店契約を締結電子デバイス向け原子層堆積装置AL-1の開発・販売を開始
- 2016年6月 - 第二生産技術棟（京都市伏見区）が完成
- 2016年8月 - マレーシアにマレーシア事務所を開設
- 2016年9月 - Aqua Plasmaを用いたプラズマ洗浄装置AQ-2000の開発、販売を開始
- 2018年12月 - 汎用ICPエッチング装置RIE-200iPNの販売を開始
- 2020年7月 - 第二生産技術棟内にCVD装置のデモルームを開設
- 2021年12月 - 電子デバイス製造向けクラスターツールシステム「クラスターH™」の販売を開始
- 2022年3月 - 第二研究開発棟内にナノ薄膜開発センターを立ち上げ
- 2022年4月 - 東京証券取引所の市場区分の見直しにより、東京証券取引所第一部からプライム市場へ移行

## 拠点
- 研究開発センター - 京都市伏見区竹田田中宮町94
- 製品サービスセンター - 京都市伏見区竹田藁屋町66
- 生産技術研究棟 - 京都市伏見区竹田鳥羽殿町3
- 第二研究開発棟 - 京都市伏見区竹田藁屋町67
- 第二生産技術棟 - 京都市伏見区竹田藁屋町68
- 西日本営業部 - 京都市伏見区竹田藁屋町36
- 東日本営業部 - 東京都品川区西五反田7-25-3 (THビル)
- 東海支店 - 名古屋市名東区宝が丘270 名古屋セントラルインタービル4階
- つくば営業所 - 茨城県つくば市吾妻1-1 5-1 105号
- オプトフィルムス研究所 - 1227 Innsbruck Dr., Sunnyvale, CA 94089, U.S.A.
- イーストコーストオフィス - 197 Route 18 South, Suite 3000,East Brunswick, NJ 08816, U.S.A.
- 上海事務所 - Room No.1410, Shanghai Overseas Chinese Mansion, 129 West Yan'an Road, Shanghai 200040 China
- 北京事務所 - Room 406, Floor 4, Zijin Dasha, No.68, Wanquanhe Road, Haidian District, Beijing 100086 PR China
- 韓国事務所 - Daewoo Worldmark 102-603, 1620, Bongyeong-ro, Yeongtong-gu,Suwon-si, Gyeonggi-do, 16704, Korea
- シンガポール支店 - 10 Anson Road, #21-07 International Plaza, Singapore 079903
- マレーシア支店 - C-8-21, Block C, Centum@Oasis Corporate Park.No.2, Jalan PJU 1A/2, Ara Daniansara, 47301 Petaling Jaya, Selangor Darul Ehsan, Malaysia
- ベトナムサービスオフィス - 131 A/2 Nruyen Thi Minh Khai Street, Ben Thanh Ward, District 1, Ho Chi Minh City, Vietnam

## 台湾現地法人 サムコグローバルサービス（莎姆克股份有限公司）
- 新竹本社 - 17F-8 Empire Commercial Bldg. 295 Kuang-Fu Rd., Sec. 2 Hsinchu 300 Taiwan, R.O.C.
- 台南サービスオフィス - 1F, Room No. 107, 19 International Road, Sinshih Township, Tainan County, Taiwan, R.O.C.

## リヒテンシュタイン samco-ucp ltd.
- Industriering 10 LI-9491 Ruggell, Liechtenstein